# Anupam Tripathi
Anupam Tripathi (en hangul, 아누팜 트리파티, en hindi: अनुपम त्रिपाठी; Nueva Delhi, 2 de noviembre de 1988) es un actor indio residente en Corea del Sur. Es popular por aparecer en varios dramas y películas surcoreanas. Su primera aparición en una película fue en Oda a mi padre (2014). Hizo su debut de protagonista principal como Ali Abdul en el drama de supervivencia de Netflix El juego del calamar (2021), donde ganó reconocimiento internacional.

## Primeros años
Tripathi nació el 2 de noviembre de 1988 en Nueva Delhi, en una familia de clase media. Desde muy joven se interesó por el mundo del entretenimiento y las artes. En 2006 comenzó a formarse en canto y actuación. Cuatro años después, en 2010, Tripathi se mudó a Corea del Sur para asistir a la Universidad Nacional de Artes de Corea. Allí ha permanecido desde entonces. Inicialmente experimentó cierto choque cultural y lingüístico, pues apenas hablaba el lenguaje. Su trayectoria como la de muchos otros comenzó en el teatro. Tripathi también apareció en algunos comerciales durante su último año de universidad.

## Trayectoria actoral
Comenzó a actuar en dramas y comerciales surcoreanos durante su tercer año de la universidad.  Su primer crédito en una película fue en Oda a mi padre (2014). hizo un rol menor como un experto de bombas quién está luchando por la independencia de Corea en la obra 불량청년, que fue seleccionada para el 36° Festival de Teatro de Seúl. Muchos de sus roles relatan ser un trabajador migrante para la sociedad coreana. Ha protagonizado en varios roles sin nombre en películas como Barrenderos espaciales (2021) y en series de televisión como Pasillos de hospital (2020).
Su primer crédito como protagonista principal en una serie fue como el trabajador paquistaní  Ali Abdul en la serie original de Netflix El juego del calamar (2021). El director Hwang Dong-hyuk dijo, “Fue difícil encontrar buenos actores extranjeros en Corea.” Escogió a Tripathi por sus capacidades emocionales de actuación y por su fluencia en el idioma coreano. Después del éxito internacional de la serie, Tripathi pasó de tener 10,000 seguidores en Instagram antes del estreno a cerca de 2 millones en octubre de 2021.

## Filmografía

### Películas y series
- ¡Oh, mis clientes fantasmas! (MBC, 2025)[7]
- King the Land (Netflix, 2023)
- El juego del calamar (Netflix, 2021)
- The Devil Judge (tvN, 2021)
- The 8th Night (2021)
- Barrenderos espaciales (2021)
- A Taxi Driver (SBS, 2021) (ep.9)
- Pasillos de hospital (tvN, 2020) (ep.4)
- Girl Cops (2019)
- Strangers from Hell (OCN, 2019)
- Heart Blackened (2017)
- Asura: The City of Madness (2016)
- Luck.Key (2016)
- Descendientes del sol (KBS, 2016) (ep.6)
- The Phone (2015)
- Oda a mi padre (2014)